# 塞斯納獎狀10
塞斯纳奖状X（Cessna Citation X）是一型塞斯纳飞行器公司制造的商务喷射机。奖状X由两台劳斯莱斯涡轮扇引擎提供动力。奖状X拥有全新设计的机翼和玻璃驾驶舱，是一种加强了引擎和航电系统的升级型号。

## 规格

### 一般规格
- 机组：2人
- 乘员：8～12人
- 长度：72英尺4英寸（22.05米）
- 翼展：63英尺7英寸（19.38米）
- 高度：19英尺2英寸（5.84米）
- 机翼面积：527平方英尺（48.96平方米)
- 展弦比：7.8:1
- 空重：21600磅（9798千克）
- 最大起飞质量：36100磅（16374千克）
- 动力：2×劳斯莱斯 AE 3007，单引擎推力6764磅（30.09千牛）

### 性能
- 最大速度：0.92马赫
- 巡航速度：35000英尺（10700米）时，525节（604哩/时，972千米/时）
- 航程：3460海里（6410千米）
- 升限：51000英尺（15545米）
- 爬升率：1560英尺/分钟（18.6米/秒）
- 起飞跑道长度：5140英尺（1567米）
- 降落跑道长度：3400英尺（1036米）
- 燃料容量：1926加仑（7291升）

## 外部連結
- Citation X product page
- Product page for the New Citation X

Template:Cessna